# Skate America 2012
Navigation
Édition précédente Édition suivante
Le Skate America est une compétition internationale de patinage artistique qui se déroule aux États-Unis au cours de l'automne. Il accueille des patineurs amateurs de niveau senior dans quatre catégories: simple messieurs, simple dames, couple artistique et danse sur glace.
Le trente-et-unième Skate America est organisé du 19 au 21 octobre 2012 au ShoWare Center de Kent dans l'État de Washington. Il est la première compétition du Grand Prix ISU senior de la saison 2012/2013

## Résultats

### Messieurs

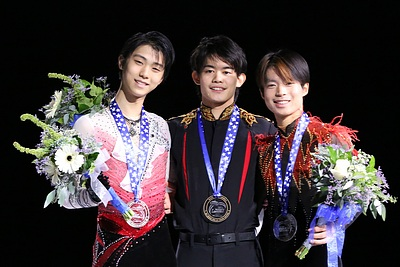
Podium des Messieurs

| Rang | Nom                 | Pays       | Points | Programme court | Programme court | Programme libre | Programme libre |
| ---- | ------------------- | ---------- | ------ | --------------- | --------------- | --------------- | --------------- |
| 1    | Takahiko Kozuka     | Japon      | 251.44 | 2               | 85.32           | 1               | 166.12          |
| 2    | Yuzuru Hanyu        | Japon      | 243.74 | 1               | 95.07           | 3               | 148.67          |
| 3    | Tatsuki Machida     | Japon      | 229.95 | 4               | 75.78           | 2               | 154.17          |
| 4    | Konstantin Menshov  | Russie     | 212.53 | 5               | 73.32           | 5               | 139.21          |
| 5    | Jeremy Abbott       | États-Unis | 211.35 | 3               | 77.71           | 8               | 133.64          |
| 6    | Michal Brezina      | Tchéquie   | 209.67 | 6               | 69.26           | 4               | 140.41          |
| 7    | Armin Mahbanoozadeh | États-Unis | 203.65 | 7               | 68.27           | 7               | 135.38          |
| 8    | Tomáš Verner        | Tchéquie   | 197.36 | 9               | 58.79           | 6               | 138.57          |
| 9    | Douglas Razzano     | États-Unis | 187.83 | 10              | 57.06           | 9               | 130.67          |
| 10   | Alexander Majorov   | Suède      | 182.42 | 8               | 60.48           | 10              | 121.94          |

### Dames

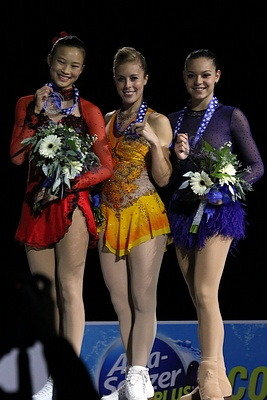
Podium des Dames

| Rang | Nom                | Pays       | Points | Programme court | Programme court | Programme libre | Programme libre |
| ---- | ------------------ | ---------- | ------ | --------------- | --------------- | --------------- | --------------- |
| 1    | Ashley Wagner      | États-Unis | 188.37 | 1               | 60.61           | 1               | 127.76          |
| 2    | Christina Gao      | États-Unis | 174.25 | 3               | 56.63           | 2               | 117.62          |
| 3    | Adelina Sotnikova  | Russie     | 168.96 | 2               | 58.93           | 3               | 110.03          |
| 4    | Valentina Marchei  | Italie     | 158.79 | 5               | 54.01           | 6               | 104.78          |
| 5    | Haruka Imai        | Japon      | 157.72 | 7               | 49.90           | 4               | 107.82          |
| 6    | Maé-Bérénice Méité | France     | 155.95 | 4               | 54.41           | 7               | 101.54          |
| 7    | Alena Leonova      | Russie     | 153.49 | 9               | 46.72           | 5               | 106.77          |
| 8    | Viktoria Helgesson | Suède      | 144.85 | 6               | 50.29           | 8               | 94.56           |
| 9    | Rachael Flatt      | États-Unis | 136.09 | 10              | 43.72           | 9               | 92.37           |
| 10   | Sarah Hecken       | Allemagne  | 134.09 | 8               | 48.11           | 10              | 85.98           |

### Couples
| Rang | Nom                                       | Pays       | Points | Programme court | Programme court | Programme libre | Programme libre |
| ---- | ----------------------------------------- | ---------- | ------ | --------------- | --------------- | --------------- | --------------- |
| 1    | Tatiana Volosozhar / Maksim Trankov       | Russie     | 195.07 | 1               | 65.78           | 1               | 129.29          |
| 2    | Pang Qing / Tong Jian                     | Chine      | 185.16 | 2               | 61.96           | 2               | 123.20          |
| 3    | Caydee Denney / John Coughlin             | États-Unis | 177.43 | 3               | 60.75           | 3               | 117.47          |
| 4    | Vanessa James / Morgan Ciprès             | France     | 167.66 | 4               | 55.76           | 4               | 111.90          |
| 5    | Marissa Castelli / Simon Shnapir          | États-Unis | 164.19 | 5               | 55.67           | 5               | 108.52          |
| 6    | Gretchen Dolan / Andrew Speroff           | États-Unis | 131.26 | 7               | 40.54           | 6               | 90.72           |
| 7    | Danielle Montalbano / Evgeni Krasnopolski | Israël     | 119.02 | 6               | 40.66           | 7               | 78.36           |

### Danse sur glace
| Rang | Nom                                          | Pays       | Points | Danse courte | Danse courte | Danse libre | Danse libre |
| ---- | -------------------------------------------- | ---------- | ------ | ------------ | ------------ | ----------- | ----------- |
| 1    | Meryl Davis / Charlie White                  | États-Unis | 176.28 | 1            | 71.39        | 1           | 104.89      |
| 2    | Ekaterina Bobrova / Dmitri Soloviev          | Russie     | 159.95 | 3            | 62.91        | 2           | 97.04       |
| 3    | Kaitlyn Weaver / Andrew Poje                 | Canada     | 157.32 | 2            | 65.79        | 3           | 91.53       |
| 4    | Lynn Kriengkrairut / Logan Giulietti-Schmitt | États-Unis | 141.41 | 4            | 53.89        | 4           | 87.52       |
| 5    | Nelli Zhiganshina / Alexander Gazsi          | Allemagne  | 132.57 | 5            | 52.30        | 5           | 80.27       |
| 6    | Lorenza Alessandrini / Simone Vaturi         | Italie     | 125.74 | 6            | 50.36        | 6           | 75.38       |
| 7    | Anastasia Cannuscio / Colin McManus          | États-Unis | 122.37 | 7            | 47.98        | 7           | 74.39       |

## Sources
- Résultats du Skate America 2012 sur le site de l'ISU
- Patinage Magazine N°133 (Hiver 2012/2013)